# Assar (tecknad serie)
Assar är Ulf Lundkvists tecknade serie om varmkorven Assar och andra figurer i den lilla orten Nollberga. Serien publicerades dagligen i Dagens Nyheter från 1990 till 2012. Serien, som i regel tryckts i svart/vitt, har återutgivits i ett knappt 20-tal samlingsalbum.

## Seriefigurer (urval)
- Assar – den levande korven
- Razor – elakheten personifierad, en undersätsig, ovårdat hårig och vasstandad uppenbarelse
- Bimbo – Nollbergas superhjälte, med en hemlig identitet som den blyge tönten "Tyrone"
- Rymd-Börje – påhälsande utomjording
- Baron Bosse – Nollbergas ende genomonda invånare[a]
- Pelle Pälsänger

## Beskrivning

### Nollberga
I centrum av serien finns en talande varmkorv. I seriens början har han rymt från sin korvkiosk och flyttat till Nollberga. Nollberga är en liten by någonstans i Sverige, med inskränkta invånare som lever i kulturell misär och där en stor del av husen som byggts – samt maten som erbjuds – består av det undermåliga materialet botong, en sorts mjölliknande betongblandning som utvecklats av Baron Bosse.

### Figurer och relationer
Trots att Assar har gett namn åt serien står han numera relativt sällan i centrum för handlingen. Istället kretsar många händelser kring Tyrone, som allmänt betraktas som töntig. Han ägnar sig mycket åt Nollbergas hembygdsgård, men har dock en hemlig identitet som Bimbo, brottsbekämparen som svurit kålrotseden vid sina föräldrars grav. En av Bimbos fiender är Razor, en lurvig varelse som ofta ses snatta krusbärsdricka hos handlar Andersson. Razor muttrar ofta Bryna nuppa fjässa sponken för sig själv.
Handlar Anderssons dotter Flora var under en tid tillsammans med Tyrone, och de fick sonen Brynar tillsammans, som dock var mer lik Razor än Tyrone. Flora har efter detta varit tillsammans med bland andra hunden Hybris, herr Kantarell och bautastenen Roffe. Till sina kavaljerer lagar hon ofta slabbgryta som ofta mognar flera dagar innan den är redo att serveras. Floras son Brynar åkte under en tid runt i Amerika och spelade in en stumfilmsvariant av Barnen från Frostmofjället tillsammans med Sylvester Stallone.
Nollberga är ett kungarike som leds av kung Royne. Han bor i slottet "Royneborg" och hjälper gärna invånarna med deras gödselspridare genom att krypa in i dem. Kung Royne har en period varit gift med Pamela Anderson. Han ersattes också för en tid av kung Viggo, som mest utnyttjade kungatiteln för att vinna schlagerfestivalen.

### Bosse med flera
En av de största skurkarna i serien är Baron Bosse, kallad BB, en ondskefull baron som förvisas från bygden förvandlad till katt. Baron Bosse har onda affärsplaner och har uppfunnit botongen samt livsmedlet Nutsy. Botong fungerar både som mat och som byggmaterial, men är inte lämpligt för någondera syftet. Baron Bosse försvann dock efter en senare luftstrid med ärkefienden Ebbe von Stalheim, ditkallad av Bimbos kålrotsande för att besegra BB och botongen (och även BB:s poesi…). Baron Bosse ses ofta samarbeta med Nollbergas skivbolagsboss och TV-producent Elof Öman, som ofta sitter på restaurangen Lilla Fina Feta Vita Voffsingen, sedermera Döda Hunden. 
Bland övriga personer i serien märks äventyraren Explorer Johansson, som reser runt på de sju haven, och rymdvarelsen Rymdbörje, som ibland besöker Nollberga och hjälper Assar med problem. Han tycker mycket om att spela Löjliga familjerna.

## Utgivningshistorik

### Tidningar
Serien började publiceras som en dagsstrippserie i Dagens Nyheter 1 februari 1990. Därefter gick den måndag till lördag, med uppehåll 3 april till 27 juli 1991, samt även på söndagar i ett annat format från 27 juni 1993, fram till den 31 december 2012. Under 2004–2005 publicerades serien även i den kortlivade (fyra nummer) serietidningen Etc Comics. 2008 kom den tunnare publikationen Assar-häfte – där 118 strippar från 1990 återtrycktes – med sitt enda nummer.

### Böcker
Samlingar av dagsstripparna från DN har senare även utgivits i albumform, och de serier i annat format som publicerats på söndagarna har getts ut i egna album.
De första fyra albumen kom ut på Tago/Atlantic. 1995–1997 gav Dagens Nyheter förlag ut tre album med dagsstrippar samt två samlingar av söndagssidor. Därefter upphörde DN-förlaget med sin samlingsutgivning; däremot fortsatte serien publiceras i tidningen. 2005 återupptog det nystartade Nisses Böcker, drivet av tidigare DN-medarbetaren och serieredaktören Nisse Larsson, albumutgivningen. Där kom fram till 2012 albumen 7 till 17 ut – plus 2007 års Assars kokbok, som inte är ett renodlat seriealbum.
De fyra Tago/Atlantic-albumen var 132–144 sidor tjocka, medan DN-förlaget fem utgåvor var i 64 sidor i färg. Nisses Böckers utgivning var 104–124 sidiga volymer. Specialutgåvan Assar till tusen från 2011 samlade seriens 1000 första strippar, vilket fyllde 372 sidor.

## Mottagande
1996 års Baron Bosse story belönades med Urhunden för bästa originalsvenska seriealbum.

## Utgivning
(seriealbum om ej annat nämns)
- Assar, Tago/Atlantic förlag 1991, ISBN 91-86540-40-8
- Assar 2: Moln över Nollberga, Tago/Atlantic 1992, ISBN 91-86540-48-3
- Assar 3: Full fräs, Tago/Atlantic 1993, ISBN 91-86540-56-4
- Assar 4: Razors hämnd, Tago/Atlantic 1994, ISBN 91-86540-64-5
- Assar 5: Assar och atomerna, Dagens Nyheter förlag 1995, ISBN 91-7588-134-9
- Assar de luxe, Dagens Nyheter förlag 1995
- Assar 6: Baron Bosse story, Dagens Nyheter förlag 1996, ISBN 91-7588-148-9
- Assar 7: Brynar i Amerika, Dagens Nyheter förlag 1997, ISBN 91-7588-174-8
- Nollberga runt, Dagens Nyheter förlag 1997, ISBN 91-7588-184-5
- Assar 8: Razor och Brynar, Nisses Böcker 2005, ISBN 91-975651-0-5
- Assar 9: Kung Viggo och herr Kantarell: med Grabbarna på brädgår'n, Nisses Böcker 2006, ISBN 91-975651-2-1
- Assar 10: Assar X, Nisses Böcker 2006, ISBN 91-975651-5-6
- Assar 11: Fasornas hav, Nisses Böcker 2007, ISBN 978-91-976633-1-1
- Assar 12: Assar den tolfte, Nisses Böcker 2007, ISBN 978-91-976633-4-2
- Assars kokbok, Nisses Böcker 2007, 144 sidor (ej seriealbum)
- Assar 13: Razzia, Nisses Böcker 2008, ISBN 978-91-976633-9-7
- Assar-häfte 1: Så började det, Nisses Böcker 2008 (tidning)
- Assar 14: Assar och Roy, Nisses Böcker 2010, ISBN 978-91-860850-4-9
- Assar 15: Mörtstein sviker igen, Nisses Böcker 2011
- Assar 16: Solsken hela dagen, Nisses Böcker 2011
- Assar till tusen, Nisses Böcker 2011, 372 sidor, ISBN 978-91-86085-20-9
- Assar 17: Laila Luger story, Nisses Böcker 2012

Källor: 

## Källhänvisningar
1. ↑  "Assar tackar för sig i DN". Tomaslundholm.se, 2013-01-20. Läst 13 juni 2014.
2. ↑  Nisse Larsson (7 april 1991). ”Saknad Assar åter i sommar”. Dagens Nyheter.
3. ↑  ”Seriesidan bjuder på favoriter”. Dagens Nyheter. 27 juni 1993.
4. ↑  "ETC Comics". Seriesam.com. Läst 13 juni 2014.
5. ↑  "Assar-häfte". Seriesam.com. Läst 13 juni 2014.
6. 1 2 3  "Assar". Seriesam.com. Läst 13 juni 2014.
7. 1 2 3  "Assars kokbok". Seriesam.com. Läst 13 juni 2014.
8. ↑  "Assar till tusen". Seriesam.com. Läst 13 juni 2014.
9. ↑  "Pristagare". Arkiverad 13 december 2013 hämtat från the Wayback Machine. Urhunden.se. Läst 13 juni 2014.